# Баримо
Баримо (серб. Баримо / Barimo) — село в общине Вишеград Республики Сербской Боснии и Герцеговины. Население составляет 33 человека по переписи 2013 года.